# Janina Orzełowska
Janina Ewa Orzełowska z domu Sobiczewska (ur. 26 czerwca 1967 w Siedlcach) – polska samorządowiec i urzędniczka, od 2010 członek zarządu województwa mazowieckiego, w latach 2014–2018 w randze wicemarszałka.

## Życiorys
Córka Edwarda i Stanisławy. Absolwentka studiów z finansów i rachunkowości na Wydziale Zarządzania Wyższej Szkoły Finansów i Zarządzania w Białymstoku, a także studiów podyplomowych z administracji publicznej na Uniwersytecie Warszawskim. W latach 2000–2001 zatrudniona jako urzędnik administracji rządowej w Biurze Terenowym Funduszu Gwarantowanych Świadczeń Pracowniczych. W 2002 została pracownikiem Urzędu Marszałkowskiego Województwa Mazowieckiego, a w 2007 – dyrektorem delegatury Urzędu Marszałkowskiego Województwa Mazowieckiego w Siedlcach. Od 2006 członkini Komitetu Monitorującego Program Współpracy Transgranicznej Polska-Białoruś-Ukraina; została także delegatką Związku Województw Rzeczypospolitej Polskiej.
Jest członkinią Polskiego Stronnictwa Ludowego. W 2010, 2014, 2018 i 2024 uzyskiwała mandat radnej sejmiku mazowieckiego IV, V, VI i VII kadencji. W 2010 została wybrana na członka zarządu województwa mazowieckiego. W 2014 pozostała w zarządzie w randze wicemarszałka. Po kolejnych wyborach w 2018 i 2024 ponownie obejmowała funkcję członka zarządu. Weszła także w skład rady nadzorczej Przedsiębiorstwa Wodociągów i Kanalizacji w Garwolinie.
W 2019 kandydowała do Senatu, przegrywając z jedynym konkurentem – Waldemarem Kraską z PiS. W 2024 z ramienia koalicji Trzecia Droga bez powodzenia startowała w wyborach do Parlamentu Europejskiego z okręgu nr 5.

## Odznaczenia
- Srebrny Medal za Zasługi dla Policji (2024)[13]